# Potencial de reducció
El  Potencial d'elèctrode , Potencial de reducció o potencial REDOX com se'l coneix és el que produeix una cel·la galvànica per la reacció d'una cel·la que no està en equilibri. El potenciòmetre només permet circular un corrent petit, de manera que la concentració de les dues semicel·les roman invariable. Si substituïm el potenciòmetre per un filferro, passarà molt més corrent, i les concentracions variaran fins que s'assoleixi l'equilibri. En aquest moment no progressarà més la reacció, i el potencial " E " esdevindrà zero. Quan una bateria (que és una cel·la galvànica) s'esgota (V = 0) els productes químics de l'interior han arribat a l'equilibri, i des d'aquest moment la bateria ha <<mort>>.

## Introducció
La diferència de potencial que es desenvolupa en els elèctrodes de la cel·la és una mesura de la tendència de la reacció a dur a terme des d'un estat de no equilibri fins a la condició d'equilibri. El potencial de cel·la (E  cel·la ) es relaciona amb l'energia lliure de la reacció, {\displaystyle \scriptstyle \Delta } G, mitjançant:
Exemple:

## Potencials de semicel·la
El potencial d'una cel·la és la diferència entre dos potencials de dues semicel·les o de dos elèctrodes simples, un relacionat amb la semireacció de l'elèctrode de la dreta (E  der ) i l'altre, amb la semireacció de l'elèctrode de l'esquerra (E  esquerra ). Per tant, d'acord amb el conveni de signes de la IUPAC, si el potencial d'unió líquida és menyspreable, o no hi ha unió líquida, es pot escriure el potencial de la cel·la, E  cel·la , com:
o bé se'l coneix com a:
Encara que no es poden determinar els potencials absoluts dels elèctrodes com a tals, sí que es pot determinar amb facilitat els potencials d'elèctrode relatius.

## Descàrrega d'una cel·la galvànica
La cel·la galvànica està en un estat de no equilibri pel fet que la gran resistència del voltímetre evita que la cel·la es descarregui de manera significativa. Quan es mesura el potencial de la cel·la no passa cap reacció i el que es mesura és la tendència que passi la reacció, si es deixa que procedeixi. Si es deixa que la cel·la es descarregui en substituir el voltímetre amb un mesurador de corrent de baixa resistència, es porta a terme la "reacció espontània de la cel·la".

## Tipus d'elèctrode
Elèctrode de referència estàndard d'hidrogen 
Perquè els valors de potencials relatius d'elèctrode tinguin aplicació àmplia i siguin d'utilitat, es fa servir una semicel·la de referència davant la qual es comparen totes les altres. Un elèctrode com aquest ha de ser fàcil de fabricar, ser reversible i molt reproduïble. L' elèctrode estàndard d'hidrogen (eeh) , tot i que té una utilitat pràctica limitada, s'ha utilitzat en tot el món durant molts anys com a elèctrode de referència universal. És un elèctrode de gas comú.

## Definició de potencial d'elèctrode i potencial estàndard d'elèctrode
Potencial d'elèctrode 
Es defineix com el potencial d'una cel·la que consti l'elèctrode en qüestió, com l'elèctrode de la dreta, i l'elèctrode estàndard d'hidrogen, com l'elèctrode de l'esquerra.
 Potencial estàndard d'elèctrode  (E°)
Es defineix com el seu potencial d'elèctrode quan les activitats de tots els reactius i els productes siguin la unitat.

## Taula de potencials d'elèctrode
Exemples d'alguns potencials d'elèctrode
| Semireacció                                    | Potencial estàndard d'elèctrode, V |
| ---------------------------------------------- | ---------------------------------- |
| S(s) + 2H+ + 2e- → H₂S(g)                      | +0.141                             |
| Cu2+(ac) + e- → Cu+(ac)                        | +0.153                             |
| Sn4+(ac) + 2e- → Sn2+(ac)                      | +0.154                             |
| HSO₄-(ac) + 3H+(ac) + 2e- → H₂SO₃(ac) + H₂O(L) | +0.170                             |
| SO₄2-(ac) + 4H+(ac) → H₂SO₃(ac) + H₂O(L)       | +0.200                             |
| AgCl(s) + e - → Ag(s) + Cl-(ac)                | +0.222                             |
| BiO+(ac) + 2H+(ac) + 3e - → Bi(s) + H₂O(L)     | +0.320                             |
| Cu2+(ac) + 2e- → Cu(s)                         | +0.337                             |
| Fe(CN)₆3-(ac) + e- → Fe(CN)₆4-(ac)             | +0.360                             |
| O₂(g) +2H₂O(L) 4e- → 4OH-(ac)                  | +0.400                             |
| Ag₂CrO₄(s) + 2e- → 2Ag₂(s) + CrO₄2-(ac)        | +0.446                             |
| H₂SO₃(ac) + 4H+ + 4e- → S(s) + 3H₂O(L)         | +0.450                             |
| Cu+(ac) + e- → Cu(s)                           | +0.521                             |
| I₂(s) + 2e- → 2I-(ac)                          | +0.536                             |
| H₃AsO₄(ac) + 2H+(ac) + 2e - → S(s) + 3H₂O(L)   | +0.559                             |
| Ag++ e- → Ags                                  | +0.799                             |
| 2H++2e- → H₂s                                  | 0.000                              |
| Cd2++2e- → Cds                                 | -0.403                             |
| Zn2+ + 2e- → Zns                               | -0.763                             |

## Llistes
Taula de potencials estàndards de reducció